# Battle Arena Toshinden Ultimate Revenge Attack
Battle Arena Toshinden Ultimate Revenge Attack is een videospel voor het platform Sega Saturn. Het spel werd uitgebracht in 1996. 